# سوارکاری در المپیک تابستانی ۱۹۲۸
سوارکاری در بازی‌های المپیک تابستانی ۱۹۲۸ نام رویداد ورزش سوارکاری در بازی‌های المپیک تابستانی بود که در سال ۱۹۲۸ برگزار شد.

## کشورهای شرکت کننده
۱۱۳ ورزشکار از ۲۰ کشور در این مسابقات به رقابت با یک دیگر پرداختند.
- آرژانتین (۳)
- اتریش (۳)
- بلژیک (۹)
- بلغارستان (۳)
- چکسلواکی (۹)
- دانمارک (۳)
- فنلاند (۱)
- فرانسه (۹)
- آلمان (۸)
- مجارستان (۵)
- ایتالیا (۵)
- ژاپن (۴)
- هلند (۸)
- نروژ (۶)
- لهستان (۵)
- پرتغال (۳)
- اسپانیا (۶)
- سوئد (۹)
- سوئیس (۹)
- ایالات متحده آمریکا (۵)

## جدول مدال‌ها
| رتبه | کشور           | طلا | نقره | برنز | مجموع |
| ۱    | هلند (NED)     | ۲   | ۱    | ۱    | ۴     |
| ۲    | آلمان (GER)    | ۲   | ۰    | ۱    | ۳     |
| ۳    | چکسلواکی (TCH) | ۱   | ۰    | ۰    | ۱     |
| ۳    | اسپانیا (ESP)  | ۱   | ۰    | ۰    | ۱     |
| ۵    | فرانسه (FRA)   | ۰   | ۲    | ۰    | ۲     |
| ۶    | سوئد (SWE)     | ۰   | ۱    | ۲    | ۳     |
| ۷    | لهستان (POL)   | ۰   | ۱    | ۱    | ۲     |
| ۸    | نروژ (NOR)     | ۰   | ۱    | ۰    | ۱     |
| ۹    | سوئیس (SUI)    | ۰   | ۰    | ۱    | ۱     |